# Häverö
Häverö är en bebyggelse i Häverö socken i Norrtälje kommun, Stockholms län. Orten ligger strax öster om Häverö kyrka. Mellan 1990 och 2020 samt från 2023 avgränsade SCB här en småort.